# Río Tacuarí
El Tacuarí es un río uruguayo que nace en la Cuchilla Guazunambí, un ramal de la Cuchilla Grande en el departamento de Cerro Largo y lo recorre de noroeste a sudeste hasta el límite con el departamento Treinta y Tres para luego desembocar en la Laguna Merín.
Su cuenca abarca aproximadamente 3.600 km².
En el año 2009 se encontró en la cuenca de los ríos "Tacuarí" y "Negro" una nueva especie de cíclido cuyo nombre científico es "Gymnogeophagus tiraparae.

## Afluentes

### Cerro Largo
- Bañado de Medina.
- Arroyo de Los Conventos.
- Arroyo Chuy.
- Arroyo Malo.
- Arroyo de Santos.
- Cañada Grande.
- Arroyo Piedras Blancas.
- Arroyo Mangrullo.
- Arroyo Garao.
- Arroyo Sarandí de Barcelo.
- Cañada del Sauce.

### Treinta y Tres
- Cañada del Buey.
- Bañado de Stirling.
- Bañado del Palmar.
- Bañado de las Nutrias.

## Etimología
Tacuarí es una hierba que crece en sus costas que se utiliza para preparar mate.